# دونالد يونغ
دونالد يونغ (بالإنجليزية: Donald Young)‏ هو لاعب كرة قاعدة أمريكي، ولد في 18 أكتوبر 1945 في هيوستن في الولايات المتحدة.

## وصلات خارجية
- دونالد يونغ على موقعبيزبول رفرنس.كوم (الدوري الرئيسي) (الإنجليزية)
- دونالد يونغ على موقعبيزبول رفرنس.كوم (الدوري الثانوي) (الإنجليزية)